# Карбинци (община)
Ка́рбинци (макед. Општина Карбинци) — община в Республике Македония. Расположена в восточной части страны. Население составляет 4012 человек (2002 год).
Административный центр — село Карбинци.
Площадь территории общины 229,7 км².
Граничит с общинами Республики Македонии:
- на северо-западе — с общиной Пробиштип;
- на севере — с общиной Чешиново-Облешево;
- на северо-востоке — с общиной Зрновци;
- на востоке — с общиной Виница;
- на юго-востоке — с общиной Радовиш;
- на юге и западе — с общиной Штип.

В состав общины входят 29 сёл: Аргулица, Батанье, Вртешка, Голем-Габер, Горни-Балван, Горно-Трогерци, Долни-Балван, Долно-Трогерци, Ебеплия, Калаузлия, Карбинци, Кепекчелия, Козяк, Крупиште, Курфалия, Кучилат, Кучица, Мал-Габер, Мичак, Муратлия, Нов-Караорман, Оджалия, Припечани, Прналия, Раданье, Руляк, Таринци, Юнузлия и Црвулево .
Этническая структура населения в общине по переписи населения 2002 года:
- македонцы — 3200 чел.;
- турки — 728 чел.;
- арумыны — 54 чел.;
- сербы — 12 чел.;
- цыгане — 2 чел.;
- остальные — 16 чел.

По территории общины протекает река Брегалница.